# Columban de Iona
Columban de Iona (n. 7 decembrie 521 d.Hr., County Donegal, Ulster, Irlanda – d. 9 iunie 597 d.Hr., Iona (insulă)⁠(d), Regatul Scoției) a fost un călugăr irlandez. În anul 563 a întemeiat Mănăstirea Iona⁠(en)[traduceți], unul din cele mai vechi așezăminte creștine din Scoția. Este sărbătorit pe 9 iulie.
Conform legendei, în anul 565 a îmblânzit Monstrul din Loch Ness.

## Viața Sfântului Columba

### Primii ani de viață
Sfântul Columba s‑a născut în anul 521 d.Hr., în ziua de 7 decembrie, data prăznuirii Sfântului Ambrozie, în satul Gartan din ținutul irlandez Donegal, într‑o familie ce se trăgea din neam de regi. Deși a primit la botez numele de „Colomba”, adică porumbel, datorită faptului că de mic copil petrecea mult timp în biserică, oamenii i‑au spus „Colum‑cille”, adică „Porumbelul Bisericii”, sfântul fiind cunoscut până astăzi sub acest nume în Irlanda și Scoția.
Conform obiceiului vremii, Columba a fost încredințat unui preot îmbunătățit, pe nume Cruitnecan, care pe lângă educația aleasă pe care i‑a oferit‑o, i‑a insuflat și dragostea de Biserică.

### Intrarea în Monahism
Sfântul a intrat în obștea mănăstirii din Moville, al cărui stareț era Sfântul Episcop Finian, care l‑a și hirotonit diacon. După câțiva ani petrecuți în mănăstire, sfântul a mers în orașul Leinster, iar pentru a‑și desăvârși învățătura a devenit ucenicul bardului Gemman. Sub ascultarea acestuia, Columba a devenit nu numai un bard celebru, dar a și sporit în virtute, fiind încredințat de Dumnezeu cu darul prorociei. Mai departe, Sfântul Columba a mers la Mănăstirea Clonard, unde a fost hirotonit preot, iar apoi la Mănăstirea Mobhi din Glasnevin, unde a depus și voturile monahale.

### Activitatea sa misionară

#### Irlanda
Însă Dumnezeu a rânduit ca sfântul să nu rămână nici în acest loc, ci să umble prin țară și să ridice mai multe biserici și mănăstiri, precum cea de la Derry sau mănăstirea de la Durrow, cea mai importantă ctitorie a sa. Aceste sfinte locașuri urmau rânduiala Sfântului Columba, care considera ascultarea de stareț și de duhovnic ca fiind mai importantă decât nevoința.

#### Scoția
După 15 ani de osteneală neobosită în ridicarea vieții călugărești din Irlanda, însoțit de 12 monahi, Sfântul Columba s‑a îndreptat spre coastele vestice ale Scoției, stabilindu‑se pe o mică insulă numită Iona, aflată la granița dintre Dalriada și regatul picților. Acea regiune era locuită de picți păgâni, iar Columba i‑a cerut regelui lor permisiunea pentru a le propovădui acestora dreapta credință.

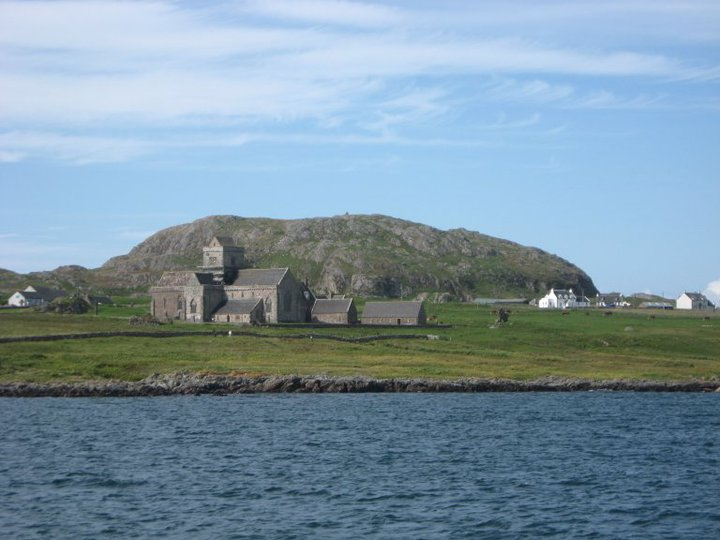
Mănăstirea din Iona

Sfântul a întemeiat o mănăstire în Iona, unde erau respectate aceleași principii ale ascultării față de stareț, ziua fiind împărțită în trei părți: una pentru rugăciune, alta pentru muncă și alta pentru citit.
Pe lângă grija pe care a purtat o irlandezilor săi pe teritoriul Scoției, el s a îngrijit foarte mult și de mănăstirile sale din Irlanda, deoarece călugării care trăiau în ele îi erau fii duhovnicești. Mereu se ruga pentru ei și adesea le trimitea, prin ucenicii săi, diferite sfaturi și scrisori prin care îi mângâia și îi povățuia. El chiar și a vizitat de câteva ori țara sa, deoarece avea multă dragoste pentru ea și pentru neamul său. Deși moștenise o fire iute și hotărâtă, multe povestiri scot în evidență gingășia și sensibilitatea sa.

### Adormirea Sfântului
Dumnezeu i‑a descoperit dinainte sfântului momentul în care îl va chema la El. Astfel, cu o săptămână înainte de a trece în lumea celor drepți, chipul lui Columba s‑a umplut de lumină în timpul săvârșirii Sfintei Liturghii. El le‑a mărturisit apoi ucenicilor că un înger i‑a vestit că Dumnezeu va cere de la aceștia o comoară foarte dragă Lui. În sâmbătă următoare, însoțit de un ucenic, sfântul a mers să binecuvânteze mănăstirea, iar după slujba Vecerniei le‑a dat ultimele povețe. Apoi a copiat câteva texte din Sfânta Scriptură, lucru care îi era foarte drag, oprindu‑se la versetul „Cei ce‑L caută pe Domnul nu se vor lipsi de tot binele” (Ps. 33, 11). Înspre miezul nopții a mers în biserică unde a căzut în fața altarului. Când ucenicii au venit să‑l ridice, sfântul a schițat un gest de binecuvântare și și‑a dat sufletul în mâinile Celui pe Care Îl slujise toată viața.
Astfel, Sfântul Columba a trecut la Domnul la vârsta de 75 de ani, în noaptea de 9 iunie 597.

## Moaștele Sfântului

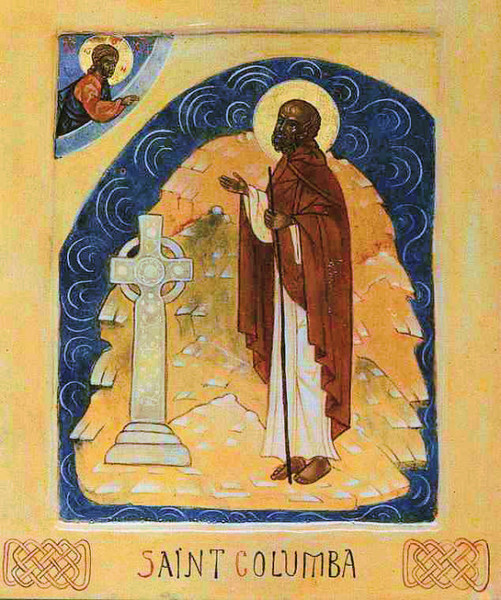
Sfântul Columba Luminătorul Scoției

Moaștele sale au rămas la Iona până în anul 849, săvârșind multe minuni, iar apoi, din cauza atacurilor vikingilor, au fost strămutate la Dunkeld. Astăzi nu se mai cunoaște cu exactitate locul în care se află acestea.

## Trăsături ale Sfântului
Iată cum îl descria biograful său, Adamnan, pe Sfântul Columba: „Avea chip îngeresc; era o fire aleasă; era strălucit în cuvânt, sfânt la faptă, mare la sfat. Nu irosea nici o clipă, în tot ceasul rugându‑se, sau citind, sau scriind; avea pururea o îndeletnicire. Răbda fără răgaz greutatea posturilor și a privegherilor. Oricare dintre nevoințele sale ar fi depășit puterea unui singur om. Și în nevoință fiind, se arăta plin de dragoste față de toți, plin de pace și sfințenie, bucurându‑se de prezența Duhului Sfânt în inima sa”.

## Minuni ale Sfântului
Tradiția amintește numeroase minuni și vindecări săvârșite de Sfântul Columba. Dintre acestea, o amintim pe cea a învierii din morți a unui copil. Astfel, pe când sfântul binevestea Evanghelia într‑un sat de păgâni, mai mulți dintre aceștia au trecut la dreapta credința și s‑au botezat. Însă la scurt timp, un copil al uneia dintre familiile nou‑botezate s‑a îmbolnăvit brusc, fiind gata să moară. Druizii au dat vina pe părinții copilului, susținând că aceștia i‑au mâniat pe zei pentru că au primit botezul creștin. Aflând acestea, Columba s‑a întors în sat, găsind copilul mort. Intrând în camera lui, sfântul s‑a rugat cu lacrimi lui Dumnezeu, luându‑l apoi pe copil de mână și poruncindu‑i ca în numele lui Iisus Hristos să revină la viață. Auzind numele Mântuitorului, băiatul s‑a trezit pe loc, iar părinții au dat slavă lui Dumnezeu pentru această mare minune.
Tradiția a consemnat numeroase povestiri despre minunile și vindecările minunate săvârșite de Columba, care se pare că se bucura și de darul prorociei. Astfel, el le descoperea oamenilor păcatele săvârșite sau le vestea lucruri întâmplate la mare depărtare ori care aveau să se întâmple în viitor. Columba a primit și mare putere asupra duhurilor necurate, fiind relatate, de asemenea, numeroase minuni săvârșite de el. Amintim aici doar una singură. Odată, aflându se în pământurile Scoției, niște țărani au adus la Sfântul Columba un copil ca să-l boteze. Pentru că nu găseau apă în apropiere, Sfântul Columba a îngenuncheat, rugându se îndelung. Apoi, binecuvântând o stâncă din apropiere, din ea a țâșnit un șuvoi de apă, așa cum făcuse și Moise în pustie. Cu această apă Columba l-a botezat pe copil, făcând și o profeție despre acesta, care s a împlinit mai târziu.
Mănăstirea de la Iona a devenit centrul activității misionare în rândul picților, dar și pentru englezii din partea de nord. Legătura strânsă pe care o menținea cu familia regală de Dalriada i-a înlesnit foarte mult misiunea în mijlocul nobililor picți. Desigur că, prin activitatea sa, Sfântul Columba și a făcut și mulți dușmani, printre care și druizii, dar, la fel ca Sfântul Patrik, i-a biruit cu ajutorul lui Dumnezeu.
Într o zi, Columba a săvârșit Sfânta Liturghie împreună cu sfinții de mai târziu, Comgall, Kenneth, Brendan și Cormac. La sfârșitul Sfintei Liturghii, Brendan le a mărturisit tuturor că în timpul sfințirii Darurilor a văzut o minge de foc deasupra capului lui Columba, care apoi s a ridicat încet către cer. De multe ori era înconjurat de o lumină nepământească în timpul rugăciunii, așa cum mulți din cei de față au relatat despre el.

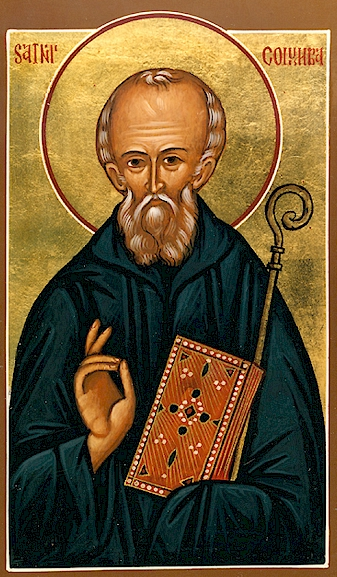
Sfântul Columba Luminătorul Scoției

#### Sfântul Columba și Monstrul din Loch Ness
Într-una din călătoriile sale, sfântul a fost nevoit să treacă cu barca peste lacul Loch Ness, în care sălășluia un balaur uriaș. Ajungând la malul lacului, a văzut mai mulți păgâni care tocmai îngropau un om omorât de acel balaur. Sfântul, fără a se înspăimânta câtuși de puțin, a poruncit unuia dintre ucenicii săi să înoate până pe cealaltă parte a lacului, pentru a aduce barca care se afla acolo. Ucenicul, pe nume Lugbe, a intrat fără șovăiala în apele lacului. Balaurul, care era întărâtat de moartea țăranului, de cum l-a simțit pe călugăr s-a năpustit asupra lui pentru a-l înghiți. Toți câți se aflau pe mal priveau cu groaza la cele ce se întâmplau chiar sub ochii lor. Însă când balaurul a ajuns la mică apropiere de Lugbe, sfântul și-a ridicat mâna în aer, a făcut semnul crucii, și i-a poruncit balaurului ca, în numele lui Iisus Hristos, să se oprească pe dată și să se întoarcă în adâncuri. Ca și cum ar fi fost prinsă de o mâna uriașă, lighioana s-a oprit, fugind înapoi neputincioasă. Ucenicul a continuat să înoate netulburat, căci încrederea în starețul sau era deplină, și a adus barca la sfânt. Văzând aceasta mare minune, toți, până și picții păgâni, au fost nevoiți să-L slăvească pe Dumnezeul cel adevărat. Columba le dovedea oamenilor adevărul credinței creștine prin puterea Duhului Sfânt Care sălășluia în el, și Care lucra prin el mulțimi nenumărate de minuni. Acest lucru era cu atât mai trebuincios, cu cât în munca sa cea binecuvântată sfântul a avut de suferit multe ispite și greutăți din partea preoților păgâni, care se numeau druizi. Într-adevăr, aceștia lucrau cu putere drăcească, prin vrăji și farmece, și de aceea sfântul a fost nevoit să rușineze cursele lor prin minuni pe măsură, care să arate oamenilor ca Hristos este Dumnezeu adevărat și Împărat a toată făptura.

## Cinstirea
Cultul Sfântului Columba a luat o amploare deosebită, fiind cunoscut ca protectorul Irlandei, împreună cu Sfântul Patrick și sfânta Brigita de Kildare. De asemenea, Columba este patronul poeților irlandezi, dar și protectorul celor amenințați de foc. În SUA, Massachusetts, există o mănăstire ortodoxă închinată Sfântului Columba, aflată sub jurisdicția canonică a Arhiepiscopiei Ortodoxe Române pentru America și Canada.

## Troparul Sfântului Columba, Glasul al III-lea:
Osânditor fără teamă al păcatului și ajutător al celor răniți, întru pocăința ai primit exilul în țara îndepărtată, ținând calea strâmtă și anevoioasă a rânduielii monahicești. Aruncat-ai vesmântul dragostei peste cei căzuți și slabi. Iubitorul de cântări, te-ai bucurat de facerea lor, înălțând imnuri Ziditorului și poruncind ucenicilor tăi să țină pacea și dragostea între ei, Columba cel plin de har.

## Condacul Sfântului Columba, Glasul al VIII-lea:
O, Tu, domn al Celților și ctitor de mănăstiri, întru ascultarea descoperirii Arhanghelului Mihail ai răbdat exilul și, astfel, ai adus credința la cei neluminați. Ca unul care-ai primit Harul Luminării prin lumina Duhului Sfânt, dăruiește inimilor noastre, ale păcătoșilor, curățirea întru strălucirea Lui. Mijlocește pentru ca pacea sa domnească în pământul tău și-n toată lumea, și nu-i uita pe copiii tăi cei aflați întru greșeli, Sfinte Părinte Columba.